# Marvels
Marvels ist eine Graphic Novel, die 1994 von Kurt Busiek geschrieben und von Alex Ross gezeichnet wurde. Die bekannten Marvel-Helden sind hier allerdings nur mehr oder weniger Randfiguren; die Handlung bezieht sich hauptsächlich auf die Menschen und deren Reaktion auf die seltsamen Neuankömmlinge auf ihrem Planeten.

## Handlung
Der Reporter Phil Sheldon lebt in einer Zeit, in der sich vieles verändert. Alles beginnt mit einer Pressekonferenz, bei der ein künstlicher Mensch vorgestellt wird, welchen sein Erfinder, Phineas D. Horton die Menschliche Fackel nennt. Ab da häufen sich die Auftritte von übermenschlichen Wesen, worauf viele Leute mit Entrüstung reagieren und sie als „Missgeburten“ bezeichnen. Phil kümmert sich jedoch nicht darum und versucht, sich in diese Kreaturen hineinzuversetzen, selbst, als er durch deren Schuld das linke Auge verliert. Er verfasst ein Buch mit allen Taten über diese Wesen, welche er die „Marvels“ nennt. Mit den Auftauchen der Mutanten wächst auch sein Misstrauen, das sich jedoch bald wieder legte, nachdem er herausfinden muss, dass seine Familie ein kleines Mutantenmädchen namens Maggie im Keller beherbergt. Diese Situation erinnert Phil an die Gefangenen von Auschwitz, was ihn davon überzeugt, dass Mutanten die eigentlichen Opfer sind. Als die Fantastischen Vier schließlich Galactus besiegen, ist er entrüstet, dass sie für diese Heldentat nicht ausreichend geehrt werden. Schließlich versucht er zu beweisen, dass Spider-Man nicht für den Tod von George Stacy verantwortlich ist, wie die meisten Leute durch den Daily Bugle glauben. Dazu befragt er den inhaftierten Dr. Octopus und Stacys Tochter Gwen. Dabei wird er unfreiwillig Zeuge bei ihrer Entführung und Ermordung durch den Grünen Kobold. Als in der Zeitung schließlich Spider-Man verurteilt und Gwens Tod nur beiläufig erwähnt wird, reicht es Phil und er zieht sich zurück, um mehr Zeit für seine Familie zu haben.

## Marvel-Figuren in der Geschichte
- Menschliche Fackel
- Sub-Mariner
- J. Jonah Jameson
- Engel
- Captain America
- Iron-Man
- Thor
- Radioactive Man
- Giant-Man
- Engel (X-Men)
- Iceman
- Cyclops
- Beast
- Jean Grey
- Scarlet Witch
- Quicksilver
- die Sentinels
- Hawkeye
- Daredevil
- Spider-Man
- Silver Surfer
- Galactus
- die Fantastischen Vier
- Vision
- Black Widow
- Robbie Roberston
- Luke Cage
- Dr. Octopus
- Gwen Stacy
- Grüner Kobold

## Aufgegriffene Höhepunkte des Marvel-Universums
- Enthüllung der Menschlichen Fackel
- Kampf zwischen Fackel und Sub-Mariner
- Flutung Manhattans durch den Sub-Mariner
- Erster Auftritt der Sentinels
- Kampf zwischen Iron Man und Titanium Man
- Hochzeit von Reed Richards und Sue Storm
- Erster Auftritt von Galactus
- Der Tod von Gwen Stacy

## Trivia
Obwohl sich Kurt Busiek beim Erstellen des Skripts für diesen Comic sehr bemühte, sich exakt an die Time-Line der Marvel Comics zu halten, unterlief ihm ein kleiner Kontinuinitätsfehler: Die Hochzeit zwischen Reed und Susan sowie das Debüt der Sentinels lagen nicht weit auseinander, da in X-Men 13, also eine Ausgabe, bevor die Sentinels zum ersten Mal auftraten, die Fackel einen Auftritt hatte und die Hochzeit erwähnte. In dieser Ausgabe kämpften die X-Men aber gegen den Juggernaut und mussten sich danach zuerst von ihren Verletzungen erholen, während sie in Marvels der Hochzeit beiwohnen.

## Ausgabe
Der Comic erschien 1994 zunächst in vier Heften in Prestigeformat. Im Folgejahr 1995 erschien er auf Deutsch als einbändige Gesamtausgabe im Imprint Feest USA des Ehapa Verlags. 2009 brachte der Panini Verlag eine deutsche Neuauflage heraus. 2013 wurde der Comic als Band 12 der offiziellen Marvel-Comic-Sammlung veröffentlicht.

## Auszeichnungen
Eisner Award 1994